# Anna-Lena Stolze
Anna-Lena Stolze (Lubecca, 8 luglio 2000) è una calciatrice tedesca, centrocampista del Colonia.
Ha indossato le maglie delle giovanili della nazionale tedesca dalla Under-15, conquistando con la formazione Under-17 l'Europeo di Bielorussia 2016 e giocando la finale di Svizzera 2018 con l'Under-19.

## Statistiche

### Presenze e reti nei club
Aggiornate al 2 luglio 2024.
| Stagione         | Squadra          | Campionato       | Campionato | Campionato | Coppe nazionali | Coppe nazionali | Coppe nazionali | Coppe continentali | Coppe continentali | Coppe continentali | Altre coppe | Altre coppe | Altre coppe | Totale | Totale |
| Stagione         | Squadra          | Comp             | Pres       | Reti       | Comp            | Pres            | Reti            | Comp               | Pres               | Reti               | Comp        | Pres        | Reti        | Pres   | Reti   |
| ---------------- | ---------------- | ---------------- | ---------- | ---------- | --------------- | --------------- | --------------- | ------------------ | ------------------ | ------------------ | ----------- | ----------- | ----------- | ------ | ------ |
| 2017-2018        | Wolfsburg        | BL               | 1          | 0          | CG              | -               | -               | UWCL               | 1                  | 0                  |             | -           | -           | 2      | 0      |
| 2018-2019        | Wolfsburg        | BL               | 2          | 0          | CG              | 1               | 1               | UWCL               | 1                  | 0                  |             | -           | -           | 4      | 1      |
| 2019-2020        | Wolfsburg        | BL               | 1          | 0          | CG              | 1               | 0               | UWCL               | 1                  | 0                  |             | -           | -           | 3      | 0      |
| Totale Wolfsburg | Totale Wolfsburg | Totale Wolfsburg | 4          | 0          |                 | 2               | 1               |                    | 3                  | 0                  |             | -           | -           | 9      | 1      |
| 2019-2020        | Twente           | E                | 1          | 2          | CPB             | -               | -               |                    | -                  | -                  |             | -           | -           | 1      | 2      |
| 2020-2021        | Twente           | E                | 18         | 10         | CPB             | 2               | 1               |                    | -                  | -                  | EC          | 3           | 0           | 23     | 11     |
| 2021-2022        | Twente           | E                | 22         | 7          | CPB             | 2               | 2               |                    | -                  | -                  | EC          | 2           | 2           | 26     | 11     |
| 2022-2023        | Twente           | E                | 3          | 0          | CPB             | 1               | 0               | UWCL               | 2                  | 2                  |             | -           | -           | 6      | 2      |
| 2023-2024        | Twente           | E                | 9          | 0          | CPB             | 1               | 0               | UWCL               | 2                  | 0                  |             | -           | -           | 12     | 0      |
| Totale Twente    | Totale Twente    | Totale Twente    | 53         | 19         |                 | 6               | 3               |                    | 4                  | 2                  |             | 5           | 2           | 68     | 26     |
| 2024-2025        | Colonia          | BL               | -          | -          | CG              | -               | -               | -                  | -                  | -                  | -           | -           | -           | -      | -      |
| Totale carriera  | Totale carriera  | Totale carriera  | 57         | 19         |                 | 8               | 4               |                    | 7                  | 2                  |             | 5           | 2           | 77     | 27     |

## Palmarès

### Club
- Campionato tedesco: 2

Wolfsburg: 2017-2018, 2018-2019
- Campionato olandese: 2

Twente: 2020-2021, 2021-2022
- Coppa di Germania: 1

Wolfsburg: 2018-2019
- Coppa dei Paesi Bassi: 1

Twente: 2022-2023

### Nazionale
- Campionato d'Europa under 17: 1

2016